# Дардан
Дардан (грец. Δάρδανος) — син Зевса й Електри, міфічний родоначальник дарданів (троянців), а через Енея — і римлян.
Спочатку жив в Аркадії, але після вбивства свого брата, гнаний докорами сумління, блукав по різних країнах; нарешті прибув до Азії, де його гостинно прийняв Тевкр і видав за нього заміж свою доньку Батію. Біля підніжжя гори Іда Дардан заснував місто Дардан, яке загинуло ще в доісторичний період. Після смерті Тевкра Дардан став троянським царем. Він привіз із собою статую озброєної Афіни, так званий Палладій, який постійно стояв у міському храмі. Троянці вірили, що Палладій Афіни охороняє місто від ворогів і дарує йому добробут.